# Oakley Glacier
Oakley Glacier är en glaciär i Antarktis. Den ligger i Östantarktis. Nya Zeeland gör anspråk på området. Oakley Glacier ligger 49 meter över havet.
Terrängen runt Oakley Glacier är varierad. Trakten är obefolkad. Det finns inga samhällen i närheten.